# Traubenbasidien
Die Traubenbasidien (Botryobasidium) sind eine Gattung corticioider Pilze, deren Fruchtkörper ein auffallend lockeres Hymenium bilden, welches durch ausladend kandelaberartig rechtwinklig verzweigte Hyphen gebildet wird. Die Basidien tragen meist mehr als vier (bis zu acht) Sporen. Viele Arten bilden auch asexuelle, anamorphe Stadien. Es handelt sich um entfernte Verwandte des Pfifferlings (Ordnung der Pfifferlingsartigen).
Die Typusart ist Botryobasidium subcoronatum.

## Merkmale
Die Fruchtkörper sind resupinat, dünn, flockig, spinnwebartig oder fein körnelig unter der Lupe und bilden keine völlig glatte Oberfläche aus.
Das Hyphensystem ist monomitisch, die Hyphen sind generell breiter als 8 µm, nur sehr locker verwoben und auffällig rechtwinklig verzweigt. Die Basalhyphen nahe dem Substrat sind mehr oder weniger deutlich dickwandig.
Die Basidien werden in kleinen Büscheln aus kandelaberartigen Hyphen gebildet. Jung sind sie fast halbkugelig bis abgeschnitten ellipsoid (wegen des geraden Septums), später gestreckt, subzylindrisch und bisweilen median etwas eingeschnürt. Die Basidien tragen bis zu acht Sporen. Nach Abwurf der Sporen und beim Trocknen der Fruchtkörper kollabieren die Basidien, was die Bestimmung getrockneter Proben erschwert.
Die Sporen sind meist glatt, können aber bei wenigen Arten auch warzig (z. B. bei Botryobasidium asperulum) bis stachelig (z. B. bei Botryobasidium  isabellinum) ornamentiert sein. Sie sind farblos-hyalin, inamyloid und ellipsoid bis schiffchenförmig (bzw. zitronenförmig), seltener auch kugelig. Eine sekundäre, repetitive Sporenkeimung tritt nicht auf.
Hymenialzystiden können auftreten, fehlen aber meist.
Einige Arten treten auch als Anamorphes Stadium auf (Oidium- und Haplotrichum-Typ).

## Ökologie und Verbreitung
Die Lebensweise ist unklar. Das Auftreten vieler Arten auf Totholz, auch in der Luft ohne direkten Bodenkontakt des Fruchtkörpers, lässt eine saprobe Lebensweise vermuten. Verwandte Gattungen wie Keulenpilze (Clavulina) und Stoppelpilze (Hydnum) bilden hingegen Ektomykorrhizen aus. Arten der ebenfalls verwandten Gattung Ceratobasidium sind hingegen als Symbionten von Orchideen (Orchideen-Mykorrhiza) bekannt und zugleich aber auch teils phytopathogen. Bei der Orchideengattung Apostasia wurden auch Botyobasidium-Arten als Mycobiont nachgewiesen.
Die Gattung kommt weltweit vor (ca. 80 Arten, Stand 2008).

## Arten
In Europa kommen ca. 24 Arten in ihrem sexuellen Stadium vor, die sich teils so sehr ähneln, dass für eine Bestimmung manchmal das anamorphe Stadium nötig ist.
Ausgewählte Arten:
- Botryobasidium ampullatum
- Botryobasidium angustisporum
- Botryobasidium ansosum
- Botryobasidium arachnoideum
- Botryobasidium asperulum
- Botryobasidium asterosporum
- Goldgelbe Traubenbasidie (Botryobasidium aureum)
- Botryobasidium baicalinum
- Botryobasidium bananisporum
- Botryobasidium bisporum
- Botryobasidium bondarcevii
- Botryobasidium botryoideum
- Schiffchensporige Traubenbasidie (Botryobasidium botryosum)
- Weißliche Traubenbasidie (Botryobasidium candicans)
- Botryobasidium chilense
- Lockerflockige Traubenbasidie (Botryobasidium conspersum)
- Botryobasidium croceum
- Botryobasidium curtisii
- Botryobasidium danicum
- Botryobasidium digitatum
- Botryobasidium ellipsosporum
- Botryobasidium globosisporum
- Botryobasidium grandinioides
- Botryobasidium grandisporum
- Botryobasidium intertextum
- Botryobasidium isabellinum
- Botryobasidium lacinisporum
- Botryobasidium laeve
- Botryobasidium latisporum
- Botryobasidium lembosporum
- Botryobasidium longisporum
- Intermediäre Traubenbasidie (Botryobasidium medium)
- Botryobasidium microverrucisporum
- Botryobasidium musaisporum
- Botryobasidium obtusisporum
- Botryobasidium olivaceum
- Botryobasidium pandani
- Botryobasidium parvisetosum
- Botryobasidium piliferum
- Botryobasidium pilosellum
- Botryobasidium ponderosum
- Bereifte Traubenbasidie (Botryobasidium pruinatum)
- Botryobasidium robustius
- Botryobasidium sassofratinoense
- Botryobasidium simile
- Schnallentragende Traubenbasidie (Botryobasidium subcoronatum)
- Botryobasidium sordidulum
- Botryobasidium stigmatisporum
- Botryobasidium subalbidum
- Botryobasidium subbotryosum
- Botryobasidium sublaeve
- Botryobasidium tuberculisporum
- Botryobasidium tubulicystidium
- Botryobasidium vagum
- Botryobasidium verrucisporum
- Botryobasidium yutajense

## Systematik
Die Traubenbasidien wurden früher zusammen mit anderen Pilzen, die einfache, dem Substrat anliegende, corticioide Fruchtkörper bilden, in die künstliche Formgruppe der Corticioiden Pilze bzw. in eine polyphyletische, große Familie der Corticiaceae gestellt. Molekular-phylogenetische Studien zeigten aber einerseits die Polyphylie der Corticiaceae im weiteren Sinn und die Zuordnung der Traubenbasidien zu den Pfifferlingsartigen. Die Vertreter der Gattung Ceratobasidium sind nicht nur anatomisch sehr ähnlich – sie unterscheiden sich im Prinzip nur durch die repetitiven Sporen – sondern stehen auch genetisch nah, weshalb die Traubenbasidien zunächst in die Familie der Ceratobasidiaceae gestellt wurden. Mittlerweile werden sie in eine eigene Familie gestellt, die je nach Gattungsauffassung im Moment monotypisch ist oder mit der Gattung Botryohypnochus eine zweite Gattung enthält.